# Hôtel de Possac
L'Hôtel de Possac est un édifice civil de la ville de Nîmes, dans le département du Gard et la région Languedoc-Roussillon. La rampe d'escalier en fer forgé dans sa cour intérieure est inscrite en tant que monument historique depuis 1964.

## Localisation
L'édifice est situé 18 rue de l'Horloge et 1 rue du Grand Couvent.

## Historique
Il a appartenu aux Scatisse, notables nîmois d’origine italienne, puis aux Montcalm de Saint-Véran (début du XVIe siècle), aux Génas, puis aux Possac, puis aux Lauret.

XVIIe s. : rénovation.

1673 : achat par Isaac de Possac. Les Possac ont été propriétaires jusqu'en 1920-1921. 

## Architecture
La façade rue de l'Horloge a une grande porte d’entrée surmontée d'une frise ornée de rinceaux et d'une belle corniche à larmier.

Des masques de lions ornent la corniche.

L'escalier de la cour intérieure a une rampe en fer forgé réalisée par Estienne Chauvin avec des volutes bien enroulées.

### Source
- Guides bleus, 1988. Languedoc-Roussillon. Hachette ed., 1 vol., 688 p., p. 512.